# 이언 매키니
이언 매키니(Ian McKinney, 1994년 11월 18일 ~ )는 미국의 야구 선수이자, 현 멕시칸 리그 아세레로스 데 몬클로바의 투수이다.

## 미국 프로야구 시절
2013년에 세인트루이스 카디널스에 입단하였다.

## 미국 독립야구 시절
2022년에 개스토니아 허니헌터스에 입단하였다.

## 한국 프로야구 시절

### 키움 히어로즈시절
2023년 6월에 에릭 요키시를 대체할 외국인 투수로 영입되었다. 2023년 시즌 후 재계약에 실패했다.